# Skolta Esperanto Ligo
Skolta Esperanto Ligo (SEL) — спілка, що об'єднує есперантистів у межах скаутського руху.

## Бейден-Поуелл і есперанто
У 1907 році Роберт Бейден-Поуелл, засновник скаутського руху, написав книгу «Пластування для хлопців» (англ. Scouting for Boys). Наступного року вона була видана у вигляді шістьох брошур, третя з котрих містить пораду автора про використання есперанто як «таємної мови».

## Історія SEL
Під час першої світової війни, британському есперантисту Александру Вільяму Томсону (псевдонім «Avoto») прийшла ідея об'єднати скаутський рух і есперанто. З цією метою він, сидячи в окопі біля французького села Рансар, написав невелику книгу. Вона вийшла в світ у жовтні 1918 року під назвою «Пропозиції про Скаутську есперантистську лігу».
У цій брошурі містилося 17 пропозицій, з яких п'ять представляли цілі спілки:
1. Поширювати скаутську ідеологію за допомогою есперанто.
2. Поширювати есперанто серед скаутів усіх країн.
3. Створювати скаутську літературу на есперанто.
4. Видавати міжнародний скаутський журнал.
5. Згуртувати молодих людей різних країн спільним для двох рухів почуттям братерства.

У тому ж році була створена SEL — перша всесвітня скаутська організація. На даний момент SEL активно співпрацює з:
- Всесвітньою асоціацією есперанто (есп. Universala Esperanto Asocio),
- Всесвітньою організацією скаутського руху (англ. World Organization of the Scout Movement),
- Всесвітньої асоціації дівчат-гайдів та дівчат-скаутів (англ. World Association of Girl Guides and Girl Scouts).

Також, на всіх континентах існують офіційні представництва SEL.

## Періодичні видання
«La Skolta Mondo» (укр. Скаутський світ) — періодичне видання SEL. Воно розповідає про скаутське життя в різних країнах та про діяльність SEL.
«Euro.Scout.Info» — щомісячний бюлетень європейського регіону Всесвітньої організації скаутського руху.
«Pli Vastaj Horizontoj» (укр. Ширші горизонти) — брошура, яка видається з 1977. Її мета — допомогти скаутам різних країн почати листування між собою на есперанто .
«Skolta kaj tenduma terminaro» — скаутський термінологічний словник есперанто. Активно використовується під час зустрічей скаутів.
Всі періодичні видання викладаються в інтернеті.